# 清华同方
40°21′25″N 116°49′10″E / 40.357037°N 116.819504°E
同方股份有限公司 （上交所：600100），前稱清華同方股份有限公司，母公司是中核資本，曾隸屬於清華控股，名字取自清華大學清華園最早的建築、昔日用作祭祀孔子的地方——同方部。公司主要從事資訊科技（資訊系統、電腦系統、寬頻通信）、能源與環境（人工環境、能源環境、建築環境、生態環境）兩大產業。

## 历史
前身為北京清華人工環境工程公司，由陸致成等人於1989年創辦。1997年，北京清華大學企業集團發起設立清华同方，合併了人工環境工程工公司，由陸致成任首任董事長。1997年6月27日於上海證券交易所上市。2006年，公司更名為「同方股份有限公司」。
2013年1月9日，同方股份发布公告称將通過發行股份及支付現金的方式以13.68億元高价收購北京壹人壹本信息科技有限公司100.00%的股權。
2019年12月31日，公司控股股东由清华控股变更为中核资本，实际控制人由教育部变更为国务院国资委。截至目前，中核资本持有同方股份30.11%的股权。